# Pepin (hrabstwo Pepin)
Pepin – wieś w Stanach Zjednoczonych, w stanie Wisconsin, w hrabstwie Pepin.